# Nicola Gigli (matematico)
Nicola Gigli (Macerata, 6 settembre 1979) è un matematico italiano.

## Biografia
La spinta alla carriera di matematico arriva nel 1997 quando a 17 anni è selezionato come rappresentante della squadra italiana per le olimpiadi internazionali di matematica in Argentina.
Nello stesso anno vince la selezione per l'ingresso alla scuola d'eccellenza Scuola Normale Superiore e frequenta in contemporanea l'Università di Pisa, laureandosi in matematica nell'ottobre del 2001 a 22 anni appena compiuti. Qualche mese dopo inizia il dottorato sempre nella Scuola Normale Superiore, ma nel 2005 interrompe la sua carriera per lavorare per qualche anno come consulente presso McKinsey & Company.
Riprende la sua carriera originaria nel 2008, completando il dottorato che aveva sospeso, e dopo un post-doc all'Università Bordeaux Montaigne prende nel 2010 un posto da ricercatore presso l'Università di Nizza. Nel 2010 gli viene conferito il premio Oberwolfach, un riconoscimento internazionale per giovani matematici.
Nel 2014 torna in Italia, diventando professore ordinario presso la Scuola Internazionale Superiore di Studi Avanzati di Trieste. Nel 2019 gli viene conferito il premio Ennio de Giorgi per la sua brillante e intensa carriera scientifica.

## Opere
Gigli si è sempre interessato dall'inizio della sua carriera all'analisi funzionale. Ha pubblicato diversi libri, tra cui Measure Theory in Non-Smooth Spaces ed è autore principale di numerose pubblicazioni scientifiche.